# Кулешов Володимир Олександрович
Володимир Олександрович Кулешов (рос. Владимир Александрович Кулешов; нар. 18 травня 1986, Фрунзе, Киргизька РСР) — російський футболіст, лівий вінґер.

## Життєпис
Вихованець московського «Спартака». Розпочинав кар'єру у дублі ярославльського «Шинника». За основний склад провів лише один матч у Кубку Росії. З 2006 по 2009 рік виступав у Вищій лізі Латвії за «Дінабург», провів 1 матч у Кубку Інтертото та 4 матчі у Лізі Європи.
У 2010 році повернувся до Росії й разом із «Газовиком» пробився до ФНЛ. Пізніше пройшов цей шлях із «Тюменню». У ФНЛ також виступав за «Хімки» та «Байкал».
2016 року грав у чемпіонаті окупованого Криму за ялтинський «Рубін». Наприкінці літа перейшов до клубу Другого дивізіону «Волга» (Твер).
За кар'єру грав на всіх польових позиціях: у захисті, у середній лінії та в атаці.

## Особисте життя
Зареєстрований у шлюбі з Юлією Кулішовою. Дочка Ніколь (нар. 2 липня 2019 року).

## Досягнення
- Другий дивізіон, зона «Урал-Поволжжя»
  -  Чемпіон (2): 2010, 2013/14